# Хільберто Ернандес Герреро
Хільберто Едуардо Ернандес Герреро (4 лютого 1970, Ебано) — мексиканський шахіст i шаховий тренер, гросмейстер від 1995 року.

## Шахова кар'єра
Від середини 1980-х років належав до когорти провідних мексиканських шахістів. Між 1986 і 2004 роками сім разів представляв національну збірну на шахових олімпіадах, зокрема, 4 рази на першій шахівниці. Триразовий чемпіон країни. Двічі взяв участь у чемпіонатах світу ФІДЕ, які проходили за нокаут-системою, в обох випадках зазнавши поразки в 1-му колі: 1997 року в Гронінгені від Віктора Корчного, a 2000 року в Нью-Делі — від Єруна Пікета.
Досягнув низки успіхів на індивідуальних турнірах, зокрема, в таких містах як Пуерто-Рико (1986, чемпіонат Організації Американських Держав серед юнаків до 16 років, посів 1-ше місце), Асунсьйон (1991, 1-2-ге місце), Матансас (меморіал Капабланки, двічі вигравав турніри B, 1992 i 1995), Сан-Сальвадор (1995, 1-2-ге місце, зональний турнір), Валенсія (1995, посів 1-ше місце i 1997, поділив 1-ше місце), Мерида (тричі посів 1-ше місце на меморіалах Карлоса Торре, у 1992, 1993 i 1995 роках), Мар-дель-Плата (1999, поділив 1-ше місце), Кульєра (2003, 2-3-тє місце разом з Міхаїлом Маріном), Буенос-Айрес (2005, 1-2-ге місце), Шамбург (2006, посів 1-ше місце), Лаббок (2007, меморіал Самуеля Решевського, посів 2-ге місце позаду Євгена Перельштейна), а також Мерида (2007, поділив 2-ге місце позаду Акселя Бахманна, разом з Ольденом Ернандесом Карменатесом, Лазаро Брузоном, Алонсо Сапатою i Франком де ла Пасом Пердомо).
Найвищий рейтинг у кар'єрі мав 1 липня 2000 року, досягнувши 2572 пунктів, посідав тоді 1-ше місце серед мексиканських шахістів.

## Особисте життя
Дружина Хільберто Ернандеса -аргентинська шахістка Клаудія Амура.

## Зміни рейтингу
| На цьому місці має відображатися графік чи діаграма, однак з технічних причин його відображення наразі вимкнено. Будь ласка, не видаляйте код, який викликає це повідомлення. Розробники вже працюють для того, щоби відновити штатне функціонування цього графіка або діаграми. | |
| | На цьому місці має відображатися графік чи діаграма, однак з технічних причин його відображення наразі вимкнено. Будь ласка, не видаляйте код, який викликає це повідомлення. Розробники вже працюють для того, щоби відновити штатне функціонування цього графіка або діаграми. |